# Paul Shan Kuo-hsi

Wapen van Paul Shan Kuo Hsi

Paul Shan Kuo-hsi S.J. (Puyang, 3 december 1923 – Nieuw Taipei, 22 augustus 2012) was een Taiwanees geestelijke en kardinaal van de Rooms-Katholieke Kerk.
Shan Kuo-hsi werd op 18 maart 1955 priester gewijd. Op 15 november 1979 werd hij benoemd tot bisschop van Hualien; zijn bisschopswijding vond plaats op 14 februari 1980. Op 4 maart 1991 werd hij benoemd tot bisschop van Kaohsiung.
Tijdens het consistorie van 21 februari 1998 werd Shan Kuo-hsi kardinaal gecreëerd door paus Johannes Paulus II; hij kreeg de rang van kardinaal-priester. Zijn titelkerk werd de San Crisogono. Hij was op grond van zijn leeftijd niet meer gerechtigd tot deelname aan het conclaaf van 2005.
Shan Kuo-hsi ging op 5 januari 2006 met emeritaat.
- Gemeinsame Normdatei: 120296978X
- International Standard Name Identifier: 0000 0001 1106 4737
- Library of Congress Control Number: n2011077012
- National Central Library: 001890513
- Virtual International Authority File: 161304847